# فارنهام

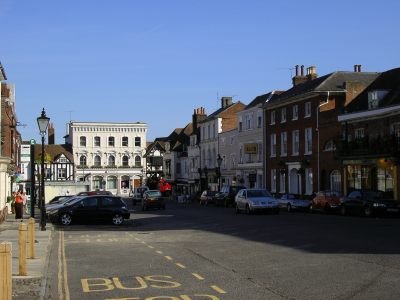
شارع القلعة

فارنهام: مدينة في سري بإنجلترا. وتقع البلدة على بعد 34.5 ميلا (55.5 كم) غرب جنوب لندن في أقصى غرب سري، المحاذية للحدود مع هامبشاير. غيلدفورد على بعد 11 ميل (17 كم) إلى الشرق من وينشستر. فارنهام هي أكبر مدينة في ويفرلي، وواحدة من أكبر خمس تجمعات سكانية في سري. و تحتوي على الكثير من المباني القديمة التاريخية والمنازل الجورجية المثيرة للاهتمام. وتطل قلعة فارنهام على المدينة. تعتبر فارنهام المدينة التوأم مع مدينة آندرناخ في ألمانيا. ويمر نهر واي في المدينة وهو صالح للملاحة فقط.

## المناخ
يظهر الجدول التالي التغييرات المناخية على مدار السنة لفارنهام:
| البيانات المناخية لـفارنهام                                                                          | البيانات المناخية لـفارنهام | البيانات المناخية لـفارنهام | البيانات المناخية لـفارنهام | البيانات المناخية لـفارنهام | البيانات المناخية لـفارنهام | البيانات المناخية لـفارنهام | البيانات المناخية لـفارنهام | البيانات المناخية لـفارنهام | البيانات المناخية لـفارنهام | البيانات المناخية لـفارنهام | البيانات المناخية لـفارنهام | البيانات المناخية لـفارنهام | البيانات المناخية لـفارنهام |
| الشهر                                                                                                | يناير                       | فبراير                      | مارس                        | أبريل                       | مايو                        | يونيو                       | يوليو                       | أغسطس                       | سبتمبر                      | أكتوبر                      | نوفمبر                      | ديسمبر                      | المعدل السنوي               |
| --- | --------------------------- | --------------------------- | --------------------------- | --------------------------- | --------------------------- | --------------------------- | --------------------------- | --------------------------- | --------------------------- | --------------------------- | --------------------------- | --------------------------- | --------------------------- |
| الدرجة القصوى °م (°ف)                                                                                | 15.0 (59.0)                 | 17.0 (62.6)                 | 21.1 (70.0)                 | 25.8 (78.4)                 | 27.6 (81.7)                 | 34.2 (93.6)                 | 35.4 (95.7)                 | 35.1 (95.2)                 | 28.9 (84.0)                 | 24.0 (75.2)                 | 18.1 (64.6)                 | 14.7 (58.5)                 | 35.4 (95.7)                 |
| متوسط درجة الحرارة الكبرى °م (°ف)                                                                    | 6.9 (44.4)                  | 7.2 (45.0)                  | 10.0 (50.0)                 | 12.5 (54.5)                 | 16.5 (61.7)                 | 19.2 (66.6)                 | 21.8 (71.2)                 | 21.6 (70.9)                 | 18.3 (64.9)                 | 14.2 (57.6)                 | 9.9 (49.8)                  | 7.7 (45.9)                  | 13.8 (56.9)                 |
| متوسط درجة الحرارة الصغرى °م (°ف)                                                                    | 0.8 (33.4)                  | 0.6 (33.1)                  | 2.1 (35.8)                  | 3.2 (37.8)                  | 6.1 (43.0)                  | 9.0 (48.2)                  | 11.2 (52.2)                 | 10.9 (51.6)                 | 8.8 (47.8)                  | 6.1 (43.0)                  | 3.0 (37.4)                  | 1.8 (35.2)                  | 5.3 (41.5)                  |
| أدنى درجة حرارة °م (°ف)                                                                              | −13.6 (7.5)                 | −14 (7)                     | −10.6 (12.9)                | −6 (21)                     | −3.3 (26.1)                 | 0.5 (32.9)                  | 3.5 (38.3)                  | 3.1 (37.6)                  | −0.8 (30.6)                 | −6.0 (21.2)                 | −7.6 (18.3)                 | −12.9 (8.8)                 | −14 (7)                     |
| الهطول مم (إنش)                                                                                      | 85.98 (3.39)                | 58.21 (2.29)                | 62.65 (2.47)                | 53.84 (2.12)                | 53.99 (2.13)                | 53.42 (2.10)                | 46.85 (1.84)                | 53.34 (2.10)                | 68.96 (2.71)                | 88.89 (3.50)                | 80.62 (3.17)                | 91.22 (3.59)                | 798.86 (31.45)              |
| المصدر #1: YR.NO                                                                                     |                             |                             |                             |                             |                             |                             |                             |                             |                             |                             |                             |                             |                             |
| المصدر #2: https://blog.metoffice.gov.uk/2015/08/03/record-hot-to-record-cold-in-a-july-of-extremes/ |                             |                             |                             |                             |                             |                             |                             |                             |                             |                             |                             |                             |                             |

## أعلام
- يوهانا ويبر
- هيلين بورتر
- مايك ثورنتون
- جويل فريلاند
- وليام هارفيل
- جون ماكلود بول
- جو بال
- ستانلي هاريس
- جوني بيري
- جون ستانتون فلمنج موريسون

## وصلات خارجية
- Farnham Town Council
- Live Weather in Farnham
- نيوستيتسمان - Just an ordinary town where Monty collected his pension, 18 December 1998